# Xã Lakeside, Quận Aitkin, Minnesota
Xã Lakeside (tiếng Anh: Lakeside Township) là một xã thuộc quận Aitkin, tiểu bang Minnesota, Hoa Kỳ. Năm 2010, dân số của xã này là 463 người.